# McAfee
A McAfee, Inc. (NYSE: MFE) egy antivírus-programokkal foglalkozó és számítógép-biztonsági cég, központja Santa Clarában, Kaliforniában van. Három üzletágat foglal magába:
- A McAfee Antivirus-t és biztonsági termékeket
- A Sniffer Technologies hálózati figyelő és elemző eszközöket
- A Magic Solutions hívóközpont szolgáltatást (call-center) és asztali alkalmazásokat (service desk)

## Története
2004 közepéig a McAfee Network Associates néven volt ismeretes. A Network Associates forma 1997-ből való, amikor is egyesült a McAfee Associatesszel. Nevét alapítójáról, John McAfee-ről és a  Network Generalról kapta. A cég a nevét McAfee-re változtatta, ezzel is jelezve, hogy ezentúl a biztonsággal kapcsolatos alkalmazásokra és megoldásokra fókuszál.

## Termékek
- McAfee Total Protection
- McAfee Internet Security
- Mcafee Antivirus
- McAfee Antivirus Plus
- McAfee Livesafe
- McAfee Security Scan Plus
- McAfee Mobile Security
- McAfee True Key
- McAfee Safe Family
- McAfee Virus Removal Service
- McAfee TechMaster PC Tune-up
- McAfee TechCheck
- McAfee Safe Connect
- McAfee Secure Home Platform
- McAfee Identity Theft Protection Standard
- McAfee Identity Theft Protection Plus
- McAfee Identity Theft Protection Premium
- McAfee Stinger
- McAfee Tesladecrypt
- McAfee RootkitRemover
- McAfee GetSusp
- McAfee Ransomware Recover
- McAfee TechMaster Concierge Services
- McAfee Small Business Security
- McAfee Endpoint Assistant
- McAfee Enterprise Support
- McAfee MVISION
- McAfee MVISION Mobile
- McAfee WebAdvisor
- McAfee Web Protection
- McAfee Web Gateway
- McAfee Web Gateway Cloud Service
- McAfee Complete Data Protection
- McAfee Total Protection for Data Loss Prevention
- McAfee Database Security
- McAfee Network Security Platform
- McAfee Virtual Network Security Platform
- McAfee Advanced Threat Defense